# Apeadeiro de Remisquedo
O Apeadeiro de Remisquedo foi uma gare da Linha do Tua, que servia a povoação de Mós, no Município de Bragança, em Portugal.

## História
Situava-se no troço entre as Estações de Rossas e Bragança, que foi inaugurado em 1 de Dezembro de 1906. Entrou ao serviço em 1933, quando a Companhia Nacional de Caminhos de Ferro instalou aqui uma paragem, com uma gare e um alpendre junto à casa do guarda da passagem de nível, para abrigar os passageiros.
Este apeadeiro fazia parte do grupo de apeadeiros em passagens de nível na Linha do Tua, onde a casa do guarda da passagem de nível servia para abrigar os passageiros. Esta série incluía igualmente os apeadeiros de Rebordãos, Salselas e Castelãos, todos no troço entre Mirandela e Bragança. No caso de Remisquedo, a linha cruzava com a Estrada Nacional 15.[carece de fontes?]
O lanço da Linha do Tua entre Mirandela e Bragança foi encerrado em 15 de Dezembro de 1991.